# Mieko Shiomi
Mieko Shiomi (汐見 美枝子, Shiomi Mieko) Osaka, 1909 - 24 août 1984 est une photographe japonaise amateur.

## Biographie
Shiomi est née à Osaka. et est diplômée de Lycée pour filles Shimizudani en 1927 (ère Shōwa 2).
Shiomi rejoint le club photographique Tampei en 1948, puis deux autres groupes photographiques, le club photographique Izumi (和泉写真クラブ) et クラブ草土, tout en exposant à la « Nikakai Photography Section ». Au début de son œuvre, elle tend vers l'abstraction; dans les années 1950, elle se tourne vers le réalisme dans la représentation ce qu'elle voit dans sa vie quotidienne, puis revient à l'abstraction dans les années 1960.
Shiomi est particulièrement estimée  pour ses compositions et son délicat usage du monochrome. Elle prend des photos de haute qualité de l'abstraction au réalisme et capture des moments des actions habituelles des gens.
Les œuvres de Shiomi sont conservées dans la collection permanente du musée métropolitain de photographie de Tokyo

## Gallery
- Collection - TOKYO DIGITAL MUSEUM - Musée métropolitain de la photographie de Tokyo
  - サンパツ (San-Patsu, 1955?) - Musée métropolitain de la photographie de Tokyo
- (ja) 汐見美枝子 ： 作家データ＆資料一覧 | 所蔵作品 | 大阪中之島美術館コレクション（旧・大阪新美術館） - Collection à Musée d'art de Nakanoshima, Osaka

## Publication
- Shiomi, Mieko. Shiosai: Mieko Shiomi Photo Works.[5] le tout en lettres romanes [Takarazuka]: [Mieko Shiomi], 1964. (ja) Livre de photographies en noir et blanc prises de 1949 à 1963, pas de légendes et presque aucun autre texte..

## Sources
- (ja) Nihon no shashinka (日本の写真家?) / Biographic Dictionary of Japanese Photography. Tokyo: Nichigai Associates, 2005.  (ISBN 4-8169-1948-1). p. 208-209.
- (ja) Yokoe Fuminori (横江文憲?). Shiomi Mieko (汐見美枝子?). Nihon shashinka jiten (日本写真家事典?) / 328 Outstanding Japanese Photographers. Kyoto: Tankōsha, 2000.  (ISBN 4-473-01750-8). p. 161.